# Walter Nimtz
Walter Nimtz (* 14. April 1913 in Züllchow, Kreis Randow; † 24. Juni 2000 in Berlin) war ein deutscher Historiker. Er war Direktor des Museums für Deutsche Geschichte in Berlin.

## Leben
Nimtz, Sohn einer Arbeiterfamilie, war bereits frühzeitig in der Arbeiterjugendbewegung organisiert. Nach 1933 nahm er aktiv am Widerstandskampf gegen das NS-Regime teil. Vor 1945 war er als Angestellter in Stettin, nach 1945 als Funktionär für die SED in Sachsen-Anhalt tätig. Als Leiter der SED-Kreisparteischule in Halle (Saale) wurde er im Oktober 1947 zum Studium an die Parteihochschule „Karl Marx“ delegiert, an der er nach Abschluss des Studiums 1948 als Dozent und Leiter des Lehrstuhls für Geschichte der deutschen Arbeiterbewegung bis 1963 lehrte. 1959 promovierte Nimtz zum Dr. phil. an der Parteihochschule und wurde dort 1960 zum Professor berufen.
Von 1963 bis 1966 war Nimtz Leiter des Museums für Deutsche Geschichte in Berlin, anschließend wurde er zum stellvertretenden Direktor des Zentralinstituts für Geschichte an der Akademie der Wissenschaften der DDR ernannt. Von 1972 bis 1977 war er zudem Vizepräsident der Historiker-Gesellschaft der DDR.

## Schriften (Auswahl)

### Monographien
- Die Grundaufgabe und der Charakter der Novemberrevolution 1918 in Deutschland. Berlin, Parteihochschule „Karl Marx“, Dissertation vom 15. Oktober 1959.
- Die Novemberrevolution 1918 in Deutschland mit einem Dokumentenanhang. 2., überarbeitete und erweiterte Auflage. Dietz, Berlin 1965 (1. Auflage, 1962).
- (Hrsg.): 120 Jahre deutsche Arbeiterbewegung in Bildern und Dokumenten. 2., veränderte und erweiterte Auflage. Dietz, Berlin 1965 (1. Auflage, 1964).

### Artikel
- Über den Charakter der Novemberrevolution von 1918/1919 in Deutschland. In: Zeitschrift für Geschichtswissenschaft (1958), Heft 3, S. 687–715,
- Die historische Bedeutung der Oktoberkonferenz der Spartakusgruppe. In: Einheit, 13. Jg. (1959), Heft 9, S. 1327–1339.
- Die erste Koalitionsregierung mit der Sozialdemokratie in Deutschland im Oktober 1918. In: Beiträge zur Geschichte der Arbeiterbewegung, 10. Jg. (1968), Sonderheft zum 50. Jahrestag der Novemberrevolution, S. 3–45.

## Auszeichnungen
- Vaterländischer Verdienstorden in Bronze (1959) und in Silber (1966)
- Nationalpreis der DDR (1968)